# 樋口あゆ子
樋口 あゆ子（ひぐち あゆこ、本名：小久保あゆ子、1970年8月9日 - ）は、日本のクラシック音楽のピアニスト。日本ベトナムピアノフェステイバル総音楽監督・実行委員長。FMラジオパーソナリティ（2011年7月〜横浜エフエム放送『Piano Winery〜響きのクラシック』）。一般社団法人全日本ピアノ指導者協会評議員。ピティナ渋谷松濤ステーション代表。昭和音楽大学・短期大学・大学院ピアノ専攻非常勤講師。

## 経歴
兵庫県芦屋市出身。5歳よりピアノを始め中村紘子に師事。神戸海星女子学院マリア幼稚園卒業後、小林聖心女子学院小学校・中学校に進学。9歳時に関西フィルハーモニー管弦楽団と共演。同中学校を卒業後、桐朋女子高等学校（共学）音楽科ピアノ専攻から桐朋学園大学音楽学部演奏学科ピアノ専攻卒業を経て同大学研究科修了。明治安田生命文化財団の奨学生として渡仏。パリ・エコールノルマル音楽院演奏家課程を審査員満場一致にて卒業。

## 受賞歴
- 第39回 毎日新聞社主催全日本学生音楽コンクール・ピアノ部門中学生の部 全国大会第1位。
- 第17回 全日本ピアノ指導者協会主催ピティナ・ピアノコンペティション 特級グランプリ・文部科学大臣賞。
- 第10回 ポルトガル・ポルト市国際音楽コンクール 第1位大賞。

## 家族・人物
祖父は兵庫県武庫郡鳴尾村（現・西宮市）の第11代村長（昭和11年5月19日ー昭和17年4月2日）樋口市右衛門。父親は芦屋市在住の不動産会社・株式会社パラツィーナ、株式会社パラツィーナフォーラム代表取締役社長の樋口博康。母親は小池産業株式会社代表取締役会長・小池實の長女。兄弟は二女一男の長女。1998年4月、芥川賞作家・庄司薫とピアニスト中村紘子夫妻の媒酌により一般人男性と結婚。2014年1月に第1子長女を出産。

## ディスコグラフィー
CDは日本コロムビア/DENONからアルバム『ショパン&リスト＋平和を願うオリジナル曲「ソウル・オブ・ザ・ピアノ』『ラフマニノフ、ガーシュイン、ベトナム民謡』をリリース。